# Capverdians de Guinea-Bissau
Els capverdians de Guinea Bissau són residents de Guinea Bissau que són originaris o amb ascendència capverdiana.
L'Instituto das Comunidades estimà que l'any 2007 hi havia 2.000 capverdians vivint a Guinea Bissau. La majoria d'ells viuen a la capital del país, Bissau, o poden rastrejar llurs arrels capverdianes a l'illa de Santiago.

## Notables capverdians de Guinea Bissau
Els capverdians de Guinea Bissau són:
- Amílcar Cabral, líder pel moviment per la independència de Cap Verd i Guinea Bissau
- Luís Cabral, primer president de Guinea Bissau
- Honório Barreto, governador de la Guinea Portuguesa
- Carlos Lopes, assistent del Secretari General Adjunt i Director d'Afers Polítics en la seva Oficina Executiva